# Zimní olympijské hry 2026
Zimní olympijské hry 2026, oficiálně XXV. zimní olympijské hry (italsky XXV Giochi olimpici invernali), se uskuteční v italských městech Miláně a Cortině d'Ampezzo. Slavnostní zahájení je naplánováno na 6. února a závěrečný ceremoniál na 22. února 2026.
V Miláně se olympiáda uskuteční poprvé, dvacet let po zimních hrách 2006 v Turíně a sedmdesát let od zimních her 1956 v Cortině d'Ampezzo. Milán se stane čtvrtým italským hostitelem olympijských her. Naváže tak na Cortinu d'Ampezzo (1956), Řím (1960) a Turín (2006).

## Volba pořadatele
Města zvažující pořádání Zimních olympijských her 2026 musela podat kandidaturu do 31. března 2018. Kandidaturu podaly Milán a Cortina d'Ampezzo, Stockholm, Calgary, Erzurum, Sapporo, Štýrský Hradec a Sion.  
Sion od nabídky upustil 10. června 2018, protože 53,96 % voličů v referendu odmítlo slíbit finanční podporu pro hry. Štýrský Hradec nabídku stáhl 6. července 2018 kvůli nedostatku podpory ze strany zemské vlády. Sapporo 13. září 2018 oznámilo, že obrátí svou pozornost na nabídku pořádání olympiády v roce 2030 a nebude žádat o pořádání her v roce 2026. Rozhodnutí učinilo v důsledku pořádání dvou předchozích her v Asii. Erzurum stáhl nabídku 4. října 2018 hostit hry z důvodu nedostatku dopravy, telekomunikací a letišť. Calgarští občané odmítli 56% většinou v referendu z 13. listopadu 2018  pokračování olympijské nabídky, a městská rada proto hlasovala 19. listopadu pro stažení olympijského návrhu. Dne 11. ledna 2019 bylo při předkládání nabídek zveřejněno, že Stockholm a Åre podaly společnou nabídku.
Členové výboru zvolili 24. června 2019 na 134. zasedání Mezinárodního olympijského výboru v Lausanne společné pořadatelství Milána a Cortiny d'Ampezzo. Hostitelské město mělo být původně vybráno 11. září 2019 na 134. zasedání MOV v Miláně, ale volební pravidla zakazovala uskutečnit hlasování v místě kandidáta.
| Milán a Cortina d'Ampezzo | Itálie  | 47 |
| Stockholm a Åre           | Švédsko | 34 |

## Olympijská sportoviště

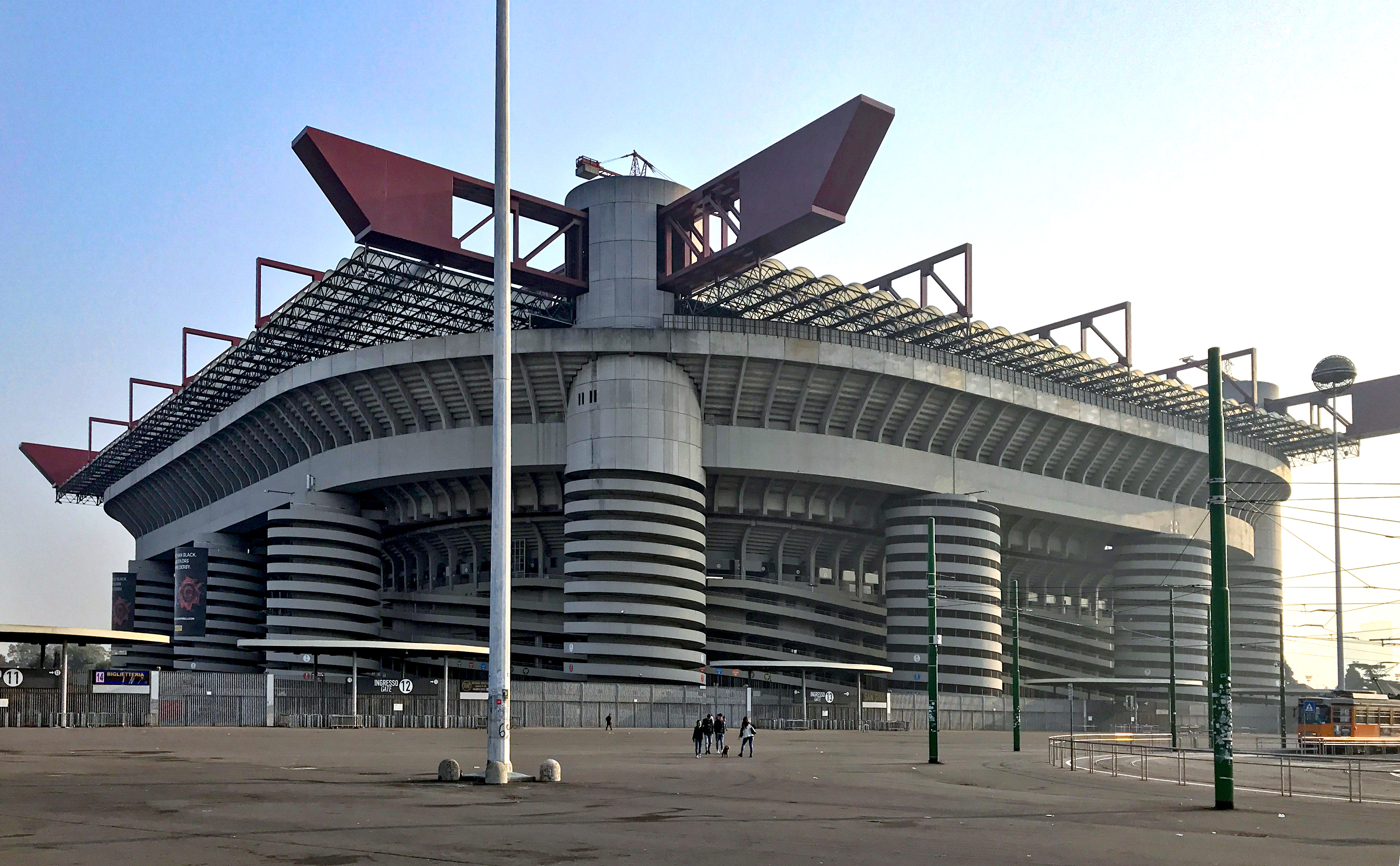
San Siro

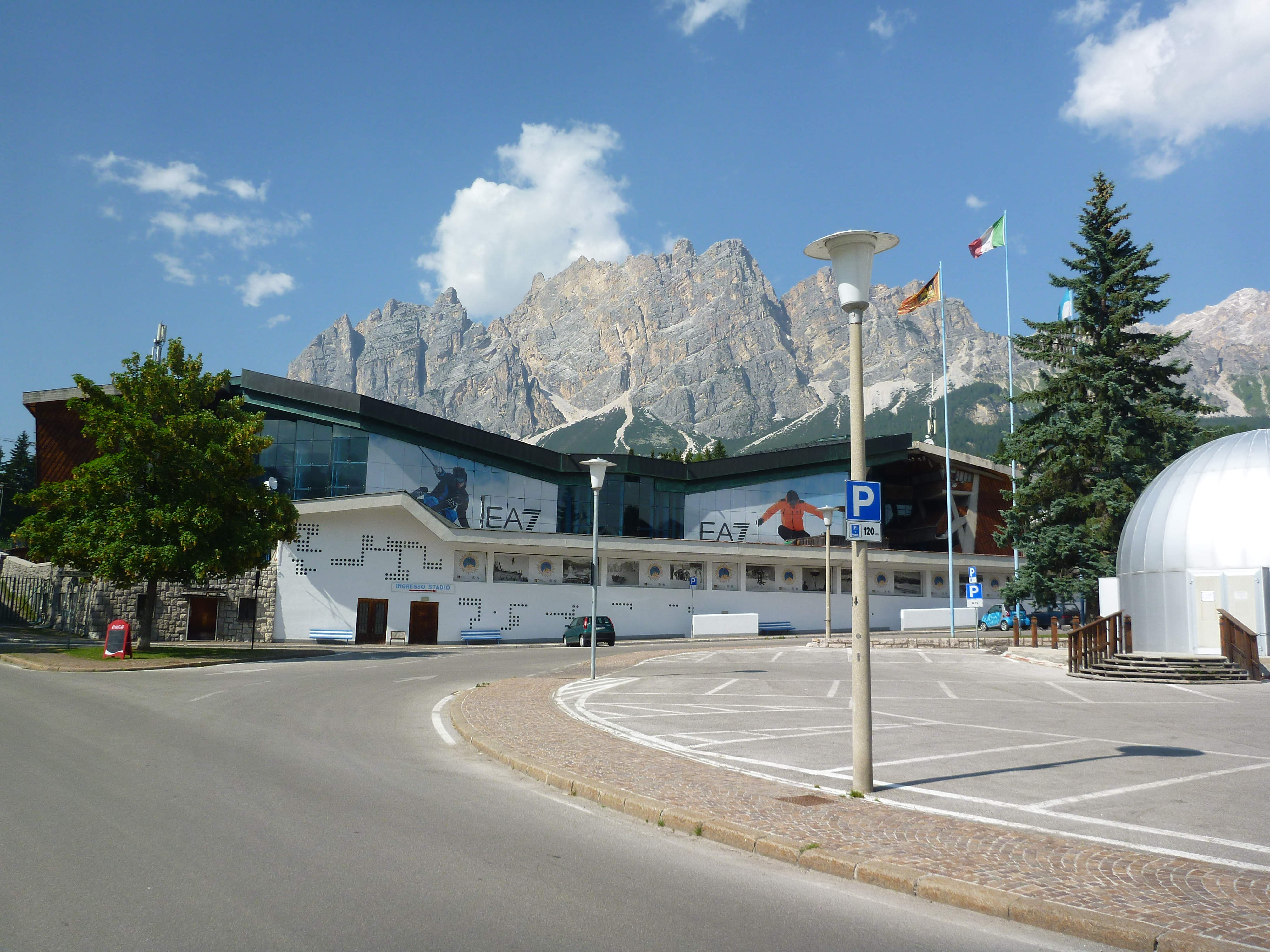
Stadio olimpico del ghiaccio

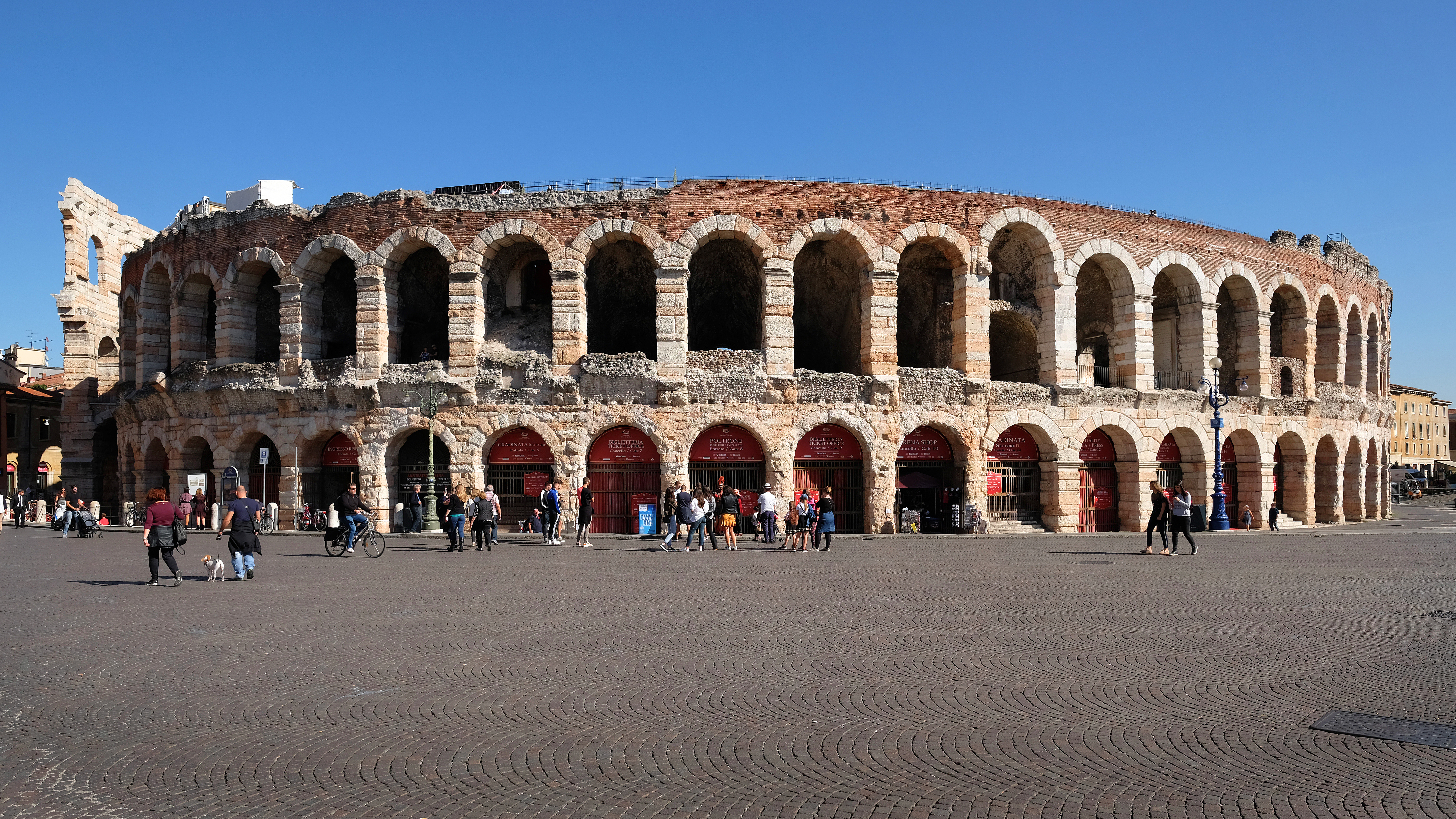
Arena di Verona

### Milán
- San Siro (slavností zahájení)
- Mediolanum Forum (krasobruslení)
- PalaItalia Santa Giulia (lední hokej)
- PalaLido (lední hokej)

#### Valtellina
- Stelvio slope, Bormio (alpské lyžování)
- Mottolino/Sitas – Tagliede/Carosello 3000, Livigno (snowboarding, Akrobatické lyžování)

### Cortina d'Ampezzo
- Olimpia delle Tofane slope (alpské lyžování)
- Pista Eugenio Monti (boby, saně a skeleton)
- Stadio olimpico del ghiaccio (curling)
- Südtirol Arena, Antholz-Anterselva (biatlon)

### Val di Fiemme
- Trampolino Giuseppe Dal Ben (skoky na lyžích, severská kombinace)
- Centro del fondo e del biathlon Fabio Canal, Lago di Tesero, Tesero (běh na lyžích, severská kombinace)
- Ice Rink Piné, Baselga di Piné (rychlobruslení)

### Verona
- Arena di Verona (slavností zakončení)

## Soutěže
Na XXV. zimních olympijských hrách by se mělo soutěžit v celkem 16 sportovních odvětvích. Novým sportem v programu olympijských her by měl být skialpinismus.

### Sportovní odvětví
| - Alpské lyžování - Biatlon - Boby - Běh na lyžích | - Curling - Krasobruslení - Akrobatické lyžování - Lední hokej | - Saně - Severská kombinace - Short track - Skeleton | - Skoky na lyžích - Skialpinismus - Snowboarding - Rychlobruslení |

### Kalendář soutěží
| ÚC | Úvodní ceremoniál | ● | Soutěžní den disciplíny | 1 | Finále disciplíny | Ex | exhibice | ZC | Závěrečný ceremoniál |

| Únor                 | Únor                 | 4. St | 5. Čt | 6. Pá | 7. So | 8. Ne | 9. Po | 10. Út | 11. St | 12. Čt | 13. Pá | 14. So | 15. Ne | 16. Po | 17. Út | 18. St | 19. Čt | 20. Pá | 21. So | 22. Ne | Finále |
| -------------------- | -------------------- | ----- | ----- | ----- | ----- | ----- | ----- | ------ | ------ | ------ | ------ | ------ | ------ | ------ | ------ | ------ | ------ | ------ | ------ | ------ | ------ |
| Ceremoniály          | Ceremoniály          |       |       | ÚC    |       |       |       |        |        |        |        |        |        |        |        |        |        |        |        | ZC     |        |
| Akrobatické lyžování | Akrobatické lyžování |       |       |       | ●     |       | 1     | 1      | 1      | 1      |        | 1      | 1      | 1      | 1      | 1      | 1      | 2      | 3      |        | 15     |
| Alpské lyžování      | Alpské lyžování      |       |       |       | 1     | 1     | 1     | 1      | 1      | 1      |        | 1      | 1      | 1      |        | 1      |        |        |        |        | 10     |
| Běh na lyžích        | Běh na lyžích        |       |       |       | 1     | 1     |       | 2      |        | 1      | 1      | 1      | 1      |        |        | 2      |        |        | 1      | 1      | 12     |
| Biatlon              | Biatlon              |       |       |       |       | 1     |       | 1      | 1      |        | 1      | 1      | 2      |        | 1      | 1      |        | 1      | 1      |        | 11     |
| Boby                 | Boby                 |       |       |       |       |       |       |        |        |        |        |        | ●      | 1      | 1      |        |        | ●      | 1      | 1      | 4      |
| Curling              | Curling              | ●     | ●     | ●     | ●     | ●     | ●     | 1      | ●      | ●      | ●      | ●      | ●      | ●      | ●      | ●      | ●      | ●      | 1      | 1      | 3      |
| Krasobruslení        | Krasobruslení        |       |       | ●     | ●     | 1     | ●     | ●      | 1      |        | 1      |        | ●      | 1      | ●      |        | 1      |        | Ex     |        | 5      |
| Lední hokej          | Lední hokej          |       | ●     | ●     | ●     | ●     | ●     | ●      | ●      | ●      | ●      | ●      | ●      | ●      | ●      | ●      | 1      | ●      | ●      | 1      | 2      |
| Rychlobruslení       | Rychlobruslení       |       |       |       | 1     | 1     | 1     |        | 1      | 1      | 1      | 1      | 1      |        | 2      |        | 1      | 1      | 2      |        | 14     |
| Saně                 | Saně                 |       |       |       | ●     | 1     | ●     | 1      | 2      | 1      |        |        |        |        |        |        |        |        |        |        | 5      |
| Severská kombinace   | Severská kombinace   |       |       |       |       |       |       |        | 1      |        |        |        |        |        | 1      |        | 1      |        |        |        | 3      |
| Short track          | Short track          |       |       |       |       |       |       | 1      |        | 2      |        | 1      |        | 1      |        | 2      |        | 2      |        |        | 9      |
| Skeleton             | Skeleton             |       |       |       |       |       |       |        |        | ●      | 1      | 1      | 1      |        |        |        |        |        |        |        | 3      |
| Skialpinismus        | Skialpinismus        |       |       |       |       |       |       |        |        |        |        |        |        |        |        |        | 2      |        | 1      |        | 3      |
| Skoky na lyžích      | Skoky na lyžích      |       |       |       | 1     |       | 1     | 1      |        |        |        | 1      | 1      | 1      |        |        |        |        |        |        | 6      |
| Snowboarding         | Snowboarding         |       | ●     |       | 1     | 2     | 1     |        | ●      | 2      | 2      |        | 1      | ●      | 1      | 1      |        |        |        |        | 11     |
| Celkem disciplín     | Celkem disciplín     |       |       |       | 5     | 8     | 5     | 9      | 8      | 9      | 7      | 8      | 9      | 6      | 7      | 8      | 7      | 6      | 10     | 4      | 116    |
| Kumulativní součet   | Kumulativní součet   |       |       |       | 5     | 13    | 18    | 27     | 35     | 44     | 51     | 59     | 68     | 74     | 81     | 89     | 96     | 102    | 112    | 116    |        |
| Únor                 | Únor                 | 4. St | 5. Čt | 6. Pá | 7. So | 8. Ne | 9. Po | 10. Út | 11. St | 12. Čt | 13. Pá | 14. So | 15. Ne | 16. Po | 17. Út | 18. St | 19. Čt | 20. Pá | 21. So | 22. Ne | Finále |